# Nils Grandelius
Nils Grandelius (Lund, 3 giugno 1993) è uno scacchista svedese, Grande maestro.
Ha ottenuto il titolo di Maestro FIDE nel 2007, Maestro Internazionale nel 2008, e quello di Grande Maestro nel 2010, all'età di 17 anni.
Ha vinto il Campionato svedese di scacchi nel 2015 .
Ha partecipato con la Svezia a cinque olimpiadi degli scacchi dal 2010 al 2018 (in 1ª scacchiera nel 2012, 2014, 2016 e 2018),  ha vinto 27 partite, pareggiate 18 e perse 7.
Ha raggiunto il rating FIDE più alto nel marzo 2019, con 2694 punti Elo, 1º svedese e 48º giocatore al mondo.
È stato uno dei secondi del Campione del Mondo Magnus Carlsen nel Mondiale 2016 e in quello del 2018.

## Principali risultati individuali

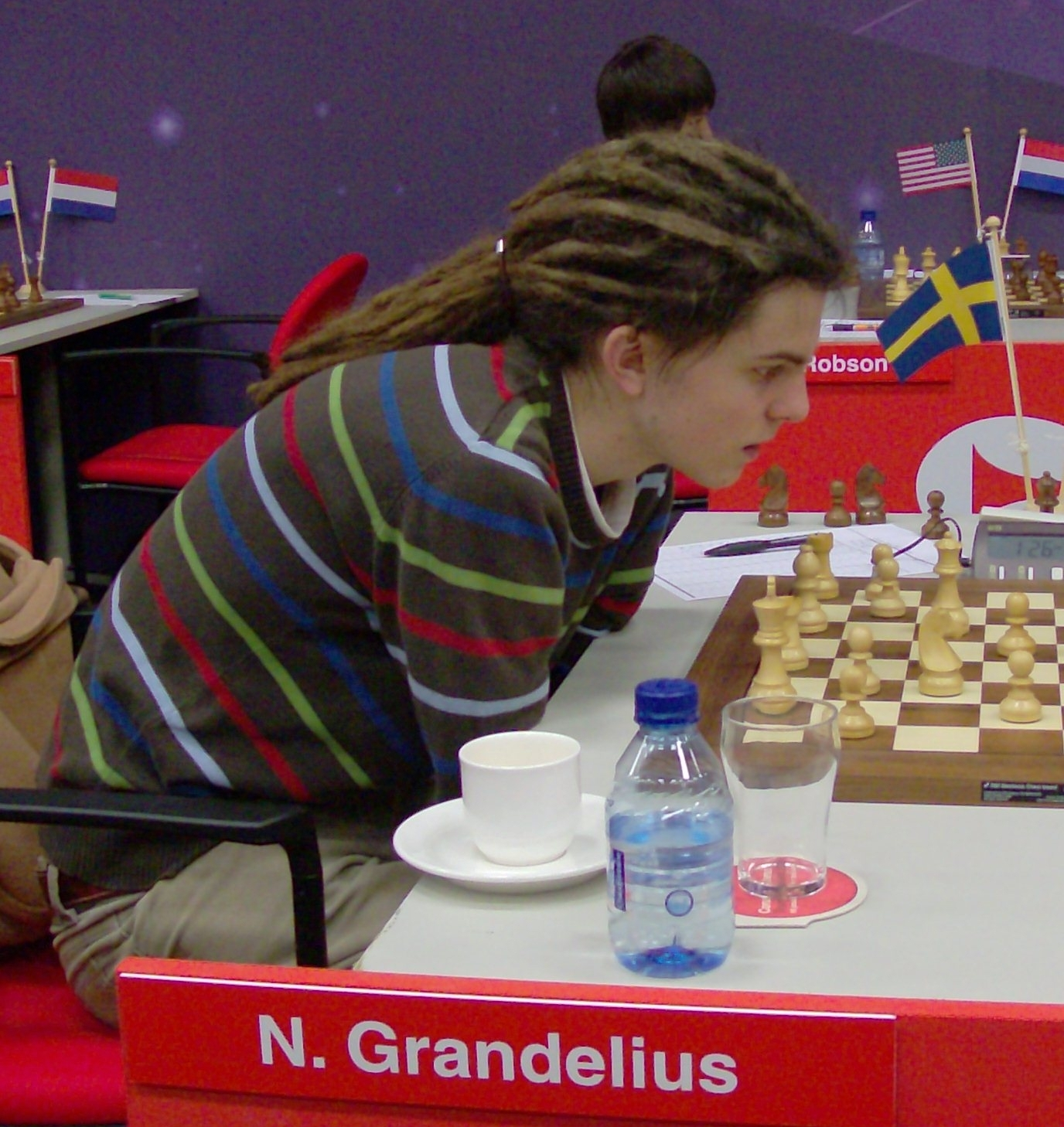
Grandelius nel 2010

- 2009:  pari 1º-2º nel torneo Olomouc Chess Summer di Olomouc;
- 2011:  vince ad Albena il Campionato europeo giovanile U18;
- 2012:  terzo nel torneo Sigeman & Co. di Malmö, dietro a Fabiano Caruana e Péter Lékó;[7]
- 2013:  in maggio a Malmoe condivide il primo posto nel torneo Sigeman & Co. con Richárd Rapport e Nigel Short con 4,5 punti su 7[8]; in giugno vince il Grand European Open di Sabbie d'oro (Golden Sands) in Bulgaria;[9]
- 2014:  in gennaio è terzo nella Rilton Cup di Stoccolma, dietro a Jon Ludvig Hammer e Sergej Volkov;[10]
- 2018: vince a pari merito con Vidit Santosh Gujrathi il Torneo TePe Sigeman.[11]
- 2019: in marzo a Skopje si è classificato secondo al Campionato europeo individuale di scacchi con 8,5 punti su 11, superato solo per spareggio tecnico da Vladislav Artem'ev.[12] In aprile si classifica 3º nel Reykjavík Open con 7 punti su 9, a pari merito con altri sette giocatori, il torneo verrà vinto grazie allo spareggio tecnico da Constantin Lupulescu[13].
- 2022: in marzo disputa a Londra un match sulle 10 partite a cadenza classica contro l'inglese David Howell, venendo sconfitto per 4½ - 5½.[14]
- 2023: in aprile vince il Reykjavik Open con 7,5 punti su 9 . [15]